# Vieille langue des signes française
Die Vieille langue des signes française (Alte Französische Gebärdensprache, VLSF) war die Gebärdensprache der Gehörlosen im 18. Jahrhundert in Paris bevor bzw. als die ersten Gehörlosenschulen gegründet wurden.
Die ersten schriftlichen Aufzeichnungen finden sich in den Werken von Abbé de l’Épée. Durch Zufall begegnete er zwei gebärdenden Schwestern und hatte so Zugang zur damaligen Pariser Gehörlosengemeinschaft.
l'Épée empfand die Gebärdensprache einerseits schön, andererseits aber auch als primitiv. Deswegen erfand er lieber sein eigenes Zeichensystem (langage de signes méthodiques), welche teilweise Gebärden entlehnte und mit einer speziellen morphemischen Struktur aus der Gebärdensprache abgeleitet kombiniert. Der Begriff „Vieille langue des signes française“ wurde auch gelegentlich zur Beschreibung der „methodischen Zeichen“ von l'Épée verwendet. Fälschlicherweise wird er oft als Erfinder dieser Gebärdensprachen bezeichnet, obwohl diese vorher schon existierte. Sein Einfluss war jedoch so groß, dass man von einer Entstehung der modernen Langue des signes française in seinen gegründeten Schulen ausgehen kann.
Als überall auf der Welt Gehörlosenschulen nach I´Épée's Vorbild eröffnet wurden, beeinflusste diese Gebärdensprache auch die Entwicklung vieler anderer Gebärdensprachen. Aus den von Abbé de l'Épée und seinem Nachfolger Abbé Roch-Ambroise Cucurron Sicard publizierten Wörterbüchern der „methodischen Zeichen“ geht hervor, dass viele der beschriebenen Gebärden direkte Nachkommen in den heutigen Gebärdensprachen haben.
Der Zeitgenosse l'Épée´s und taube Pierre Desloges beschrieb die VLSF 1779 teilweise im ersten jemals veröffentlichten Buch eines Tauben. Die typische Verwendung von räumlicher Grammatik in Gebärdensprachen wurde sicherlich genutzt. Von Desloges wurde die Verwendung von Richtungsverben als grammatisches Merkmal erkannt.
Aus den wenigen Beschreibungen der VLSF können moderne Linguisten keine vollständige Auskunft zur VLSF geben, aber durch Forschungen kommen immer mehr Einzelheiten heraus. Es ist bis heute nicht bekannt, wie die Sprache erworben wurde oder sich außerhalb von Schulen entwickelte.
Es gibt jedoch Belege, dass bei einer ausreichend großen Anzahl von Gehörlosen, spontan eine Gebärdensprache als notwendiges Kommunikationsmittel entstehen kann. Da Paris für lange Zeit die größte Stadt Frankreichs war, gehört diese Gebärdensprache mit zu den ältesten Sprachen Europas.
Die VLSF hat nichts mit Altfranzösisch zu tun.